# Flugplatz Bad Berka

i7
i11
i13

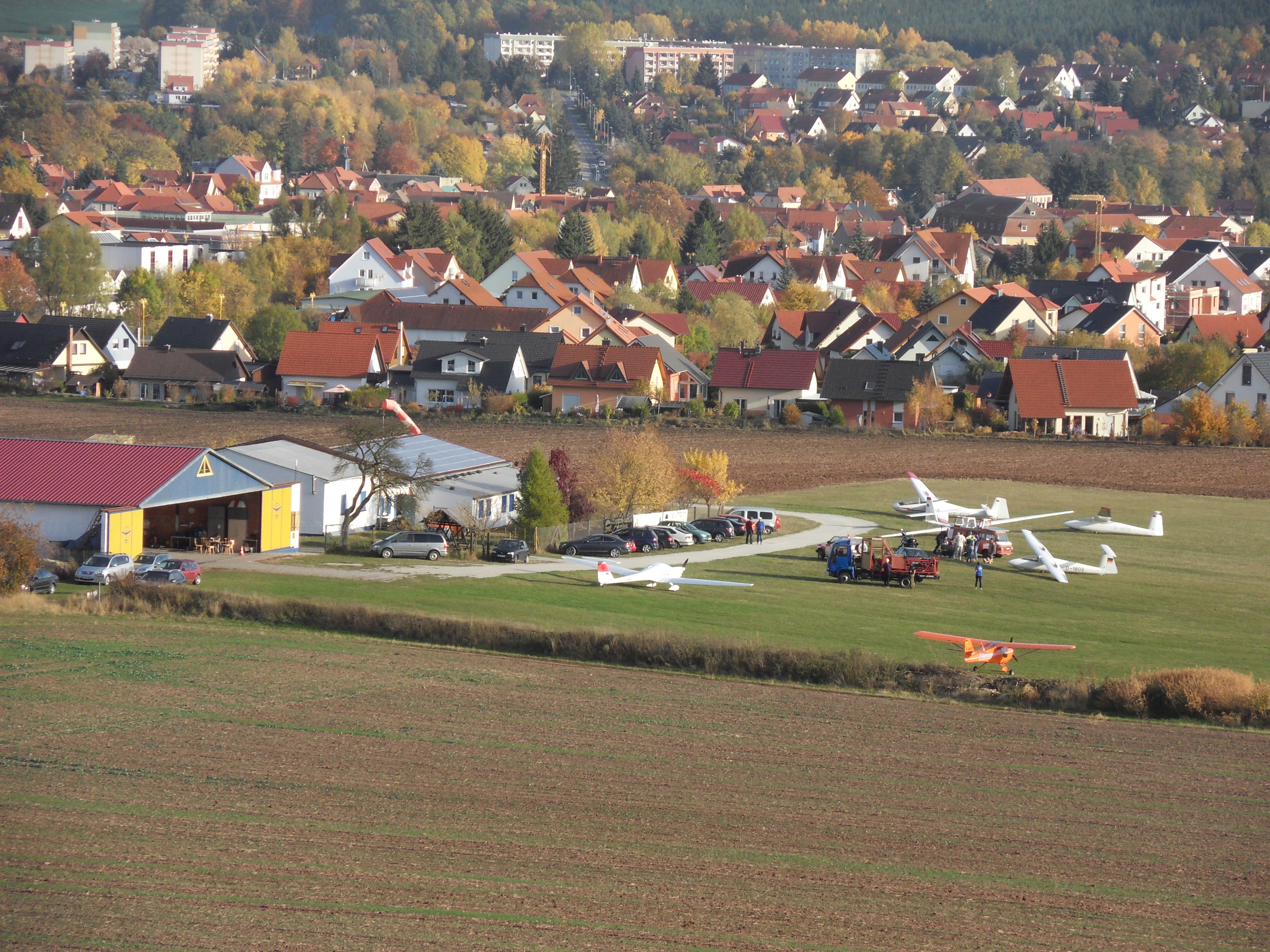
Hangars und Vorfeld (2012)

Der Sonderlandeplatz Bad Berka (ICAO-Code: EDOB) liegt 10 km südlich von Weimar, etwa 500 m nordwestlich des Ortskerns von Bad Berka.

## Geschichte
Der Flugplatz Bad Berka wurde 1962 eröffnet und bot den Segelfliegern in der Umgebung von Weimar und Apolda bis 1979 die Möglichkeit, ihrem Hobby nachzugehen. Nachdem es im Sommer 1979 in der DDR zu mehreren Fluchten aus der DDR mit Flugzeugen gekommen war, wurde auch der Segelflugplatz Bad Berka, neben vielen anderen GST-Flugplätzen, aus politischen Gründen geschlossen und konnte erst 1990 wiedereröffnet werden.

## Start- und Landebahn
Der Sonderlandeplatz (Prior Permission Required, PPR) verfügt über eine 700 Meter lange Graslandebahn.

## Nutzung
Der Sonderlandeplatz Bad Berka wird seit seiner Wiedereröffnung 1990 vom Fliegerclub Bad Berka betrieben. Seit 1999 ist eine zweite Flugzeughalle vorhanden. Er ist für Segelflieger aus vielen Regionen Deutschlands und anderen Ländern ein beliebtes Ziel für Fliegerlager und Streckenflüge.